# Équipe des États-Unis féminine de squash
L'équipe des États-Unis féminine de squash représente les États-Unis dans les compétitions internationales de squash et dirigée par US Squash.
Depuis 1979, le meilleur résultat des États-Unis aux championnats du monde par équipes est une 5e place en 2014, 2016 et 2018.
Lors des championnats du monde 2016, la joueuse no 1 américaine Amanda Sobhy fait sensation en battant en 5 jeux la légende Nicol David invaincue dans cette compétition par équipes depuis 2002. Cette défaite met fin à une série unique de 38 victoires consécutives en championnats du monde par équipes.

## Équipe actuelle
- Olivia Fiechter
- Amanda Sobhy
- Marina Stefanoni
- Caroline Fouts

## Palmarès championnats du monde par équipe de squash
| Année                    | Résultat        | Classement | G  | PL |
| ------------------------ | --------------- | ---------- | -- | -- |
| Birmingham 1979          | Phase de poule  | 6e         | 0  | 5  |
| Toronto 1981             | Phase de poule  | 11e        | 2  | 6  |
| Perth 1983               | Phase de poule  | 6e         | 2  | 3  |
| Dublin 1985              | Phase de poule  | 7e         | 3  | 4  |
| Auckland 1987            | Phase de poule  | 12e        | 2  | 5  |
| Warmond 1989             | Phase de poule  | 12e        | 2  | 3  |
| Sydney 1990              | Phase de poule  | 10e        | 5  | 1  |
| Vancouver 1992           | Phase de poule  | 11e        | 4  | 2  |
| Guernesey 1994           | Phase de poule  | 8e         | 4  | 2  |
| Petaling Jaya 1996       | Phase de poule  | 12e        | 1  | 5  |
| Stuttgart 1998           | Phase de poule  | 9e         | 3  | 3  |
| Sheffield 2000           | Phase de poule  | 18e        | 4  | 3  |
| Odense 2002              | Phase de poule  | 15e        | 2  | 6  |
| Amsterdam 2004           | Quart de finale | 8e         | 2  | 4  |
| Edmonton 2006            | Phase de poule  | 11e        | 3  | 3  |
| Le Caire 2008            | Phase de poule  | 14e        | 3  | 4  |
| Palmerston North 2010    | Quart de finale | 7e         | 3  | 3  |
| Nîmes 2012               | Round of 16     | 13e        | 3  | 3  |
| Niagara-on-the-Lake 2014 | Quart de finale | 5e         | 5  | 2  |
| Issy-les-Moulineaux 2016 | Quart de finale | 5e         | 5  | 1  |
| Dalian 2018              | Quart de finale | 5e         | 5  | 1  |
| Total                    | 21/21           | 0 titre    | 63 | 69 |

,